# Chiesa di Santa Maria in Calchera
La chiesa di Santa Maria in Calchera è un luogo di culto cattolico di Brescia, situato nell'angolo sud-ovest dell'omonima piazzetta, lungo via Trieste, a breve distanza da piazzale Arnaldo. Di origine molto antica, fu radicalmente restaurato dal Cinquecento in poi, fino al Settecento.

## Storia
La chiesa ha fondazione molto antica: nasce come modesta cappella dedicata a santa Maria della Visitazione forse poco dopo l'XI secolo ed è citata per la prima volta in una bolla papale del 1125.
Il santuario sorgeva nelle vicinanze di una cosiddetta calcara o calchera, ovvero un'antica fornace per produrre calce: alcuni documenti del X-XI secolo riportano, fra i vari locus calcariae dell'epoca sparsi nel territorio urbano, anche la zona dove, pochi anni dopo, sarebbe sorta la cappella. Ben presto l'edificio ne assume il nome, tanto che in un'altra bolla del 1148, nemmeno venticinque anni dopo la sua realizzazione, è già indicato con il nome di santa Maria de Calcaria.
All'inizio del Trecento subisce i primi rifacimenti e ampliamenti grazie ai generosi contributi della famiglia, guarda caso, Calchera, residente nei pressi del santuario ormai divenuto chiesa.
Cedimenti strutturali e incuria rendono però necessari, a breve, altri interventi di manutenzione e fra il Cinquecento e il Settecento viene praticamente ricostruita. Dell'antico edificio rimane molto poco, solamente pochi lacerti nel muro esterno dell'abside.

## Struttura

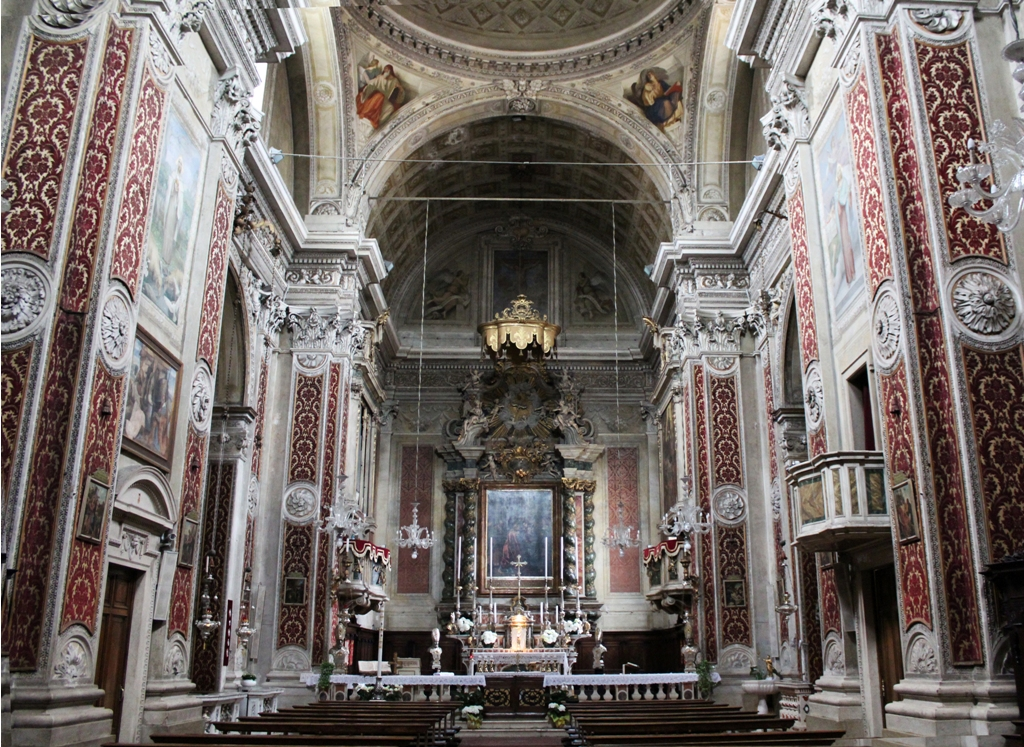
Navata della chiesa

La facciata, praticamente l'unica parte della chiesa visibile direttamente, assieme a parte del fianco nord, è molto semplice e sobria, a capanna e un poco decorata da piatte e leggere lesene.
Nel registro inferiore, al centro, si apre il portale di gusto barocco, con frontone ad arco ribassato e colonne libere di ordine ionico. Nel registro superiore, invece, sopra il portale, si apre un finestrone rettangolare contornato da una semplice cornice in marmo.
L'interno della chiesa si sviluppa su un impianto a navata unica molto movimentato, cioè con le cappelle laterali (due per lato, quattro in totale) molto rientranti rispetto al livello della muratura. Ciò è probabilmente dovuto all'adattamento di tale impianto su quello a tre navate che, probabilmente, caratterizzava la chiesa trecentesca.
Le cappelle, difatti, sono molto profonde, quasi come la metà della larghezza della navata centrale, anche se questo aspetto è più visibile sulla carta che dal vero, essendo stemperato dalla conformazione stessa delle cappelle (che sono difatti "a imbuto") e dall'emergenza degli altari.
La copertura è costituita da due basse cupole in successione, mentre l'abside rettangolare (unica testimonianza percepibile dell'antico impianto, quando infatti si era soliti costruire absidi con questa forma) è coperto da una volta a botte.
L'intero impianto decorativo di fregi, stucchi e affreschi nel cornicione, sulle pareti e nei pilastri è stato realizzato sotto la direzione di Gaetano Cresseri.

## Opere
Come detto in apertura, la chiesa di Santa Maria in Calchera eccelle, più per la qualità architettonica, per quella artistica di tipo pittorico. Numerose sono infatti le opere d'arte qui contenute, in particolare dei grandi pittori bresciano Romanino e Moretto:

### Lato destro

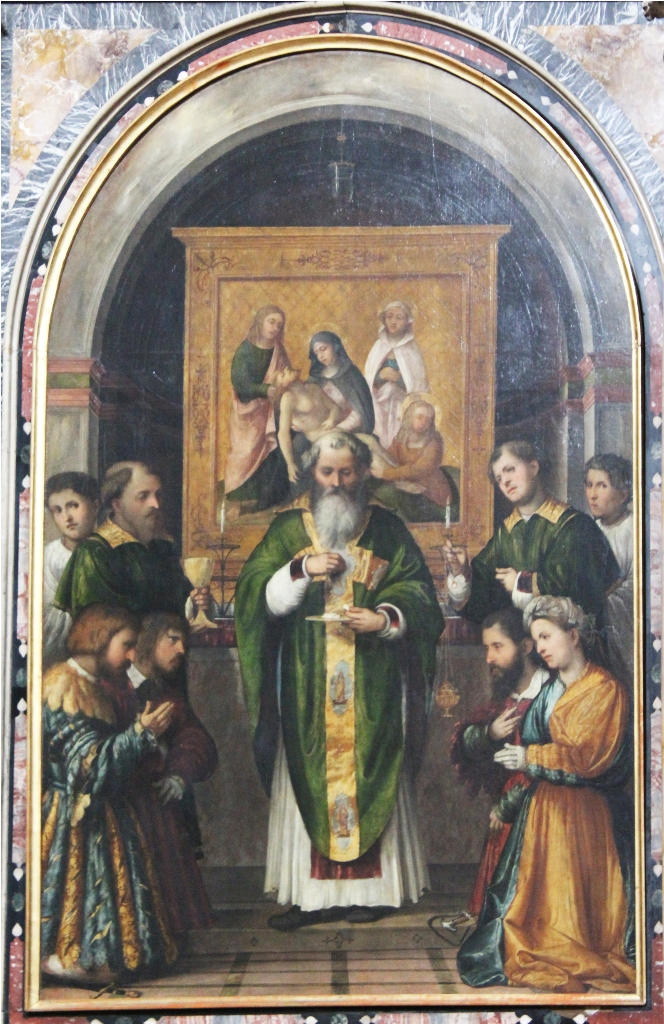
La messa di Sant'Apollonio (Romanino)

Il primo altare un San Carlo Borromeo attribuita a Camillo Procaccini, comunque di scuola lombarda del Seicento.
La seconda cappella a destra, verso il presbiterio, è adornata dalla Messa di sant'Apollonio del Romanino, commissionata dalla Confraternita del Santissimo Sacramento probabilmente nel 1525. La messa, di carattere leggendario, sarebbe stata celebrata una notte quando al santo, sprovvisto dei vasi sacri necessari all'eucaristia, gli sarebbero apparsi i santi Faustino e Giovita con, in dono, il turibolo e il calice. Essi sono difatti raffigurati ai suoi lati, assieme a un gruppo di persone riccamente vestite. Una pala dorata con la scena della Deposizione fa da sfondo all'intera scena, fondendo due quadri in una sola tela.

### Presbiterio
L'altare maggiore nel presbiterio è decorato da una grande pala firmata da Callisto Piazza e datata 1525 raffigurante la Visita di Maria ad Elisabetta, un lavoro di pregevole qualità con numerosi echi leonardeschi ed emiliani. La tela è ulteriormente impreziosita dall'imponente altare marmoreo barocco dentro il quale è inserita, con colonne tortili e frontone spezzato ospitante una fastosa rappresentazione della colomba dello Spirito Santo.

### Lato sinistro

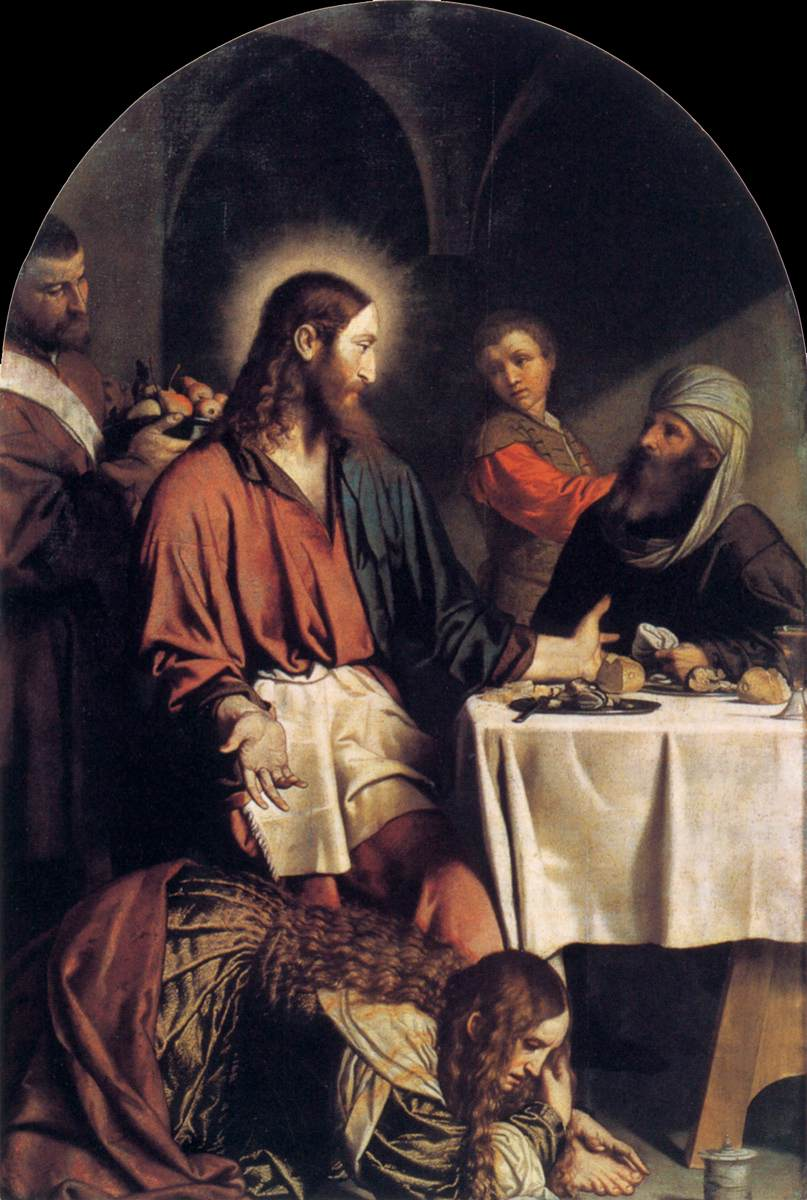
Cena in casa di Simone il fariseo(Moretto)

La celebre pala del Moretto, Cena in casa di Simone il fariseo, adorna il primo altare a sinistra, inserita in un altare ligneo decorato ad imitazione dell'intarsio marmoreo datato 1687. La commissione è della famiglia Avoltori, che nel 1401 ebbe il patronato laico della chiesa: lo stemma della famiglia, infatti, è ancora oggi posto a coronamento dell'altare. Si tratta di una scena monumentale, di tipologia simile a quelle che il Caravaggio concepirà poco più tardi.
La forma non è plastica, ma soda e tangibile, ricca di nature morte (il bacile di frutta del servitore e il tavolo con piatti, posate, pane smezzato e una testa di pesce) e molto differenziata nei colori, dalla forte macchia bianca della tovaglia con le pieghe al vestito colorato di Gesù, allo sfondo sul grigio. Si tratta di un'opera molto importante, poiché emblema dell'ormai vicino passaggio dal classicismo rinascimentale veneto a un'arte più movimentata e ricca di spunti, quale è appunto il Barocco.
Fra la prima e la seconda cappella di sinistra, sopra l'ingresso laterale, è collocata la piccola tela con i Santi Girolamo e Dorotea adorano Gesù nel sepolcro del Moretto. Interessante come nella piccola opera siano raffigurati due santi estranei alle devozioni tipiche della parrocchia: è probabile che il dipinto sia da collegare alla Confraternita del Divino Amore, alla quale il Moretto era molto legato. A tale confraternita era difatti cara la devozione sia a Santa Dorotea, dato che proprio nella chiesa a lei dedicata a Roma, sul Trastevere, la confraternita aveva mosso i primi passi, sia a san Girolamo, tanto che l'elezione del priore confraternale era fissata nel giorno dedicato al santo. Anche le ridotte dimensioni del dipinto fanno pensare a un ridotto altare di collocazione, come difatti lo era quello nell'oratorio del Divino Amore di Brescia.

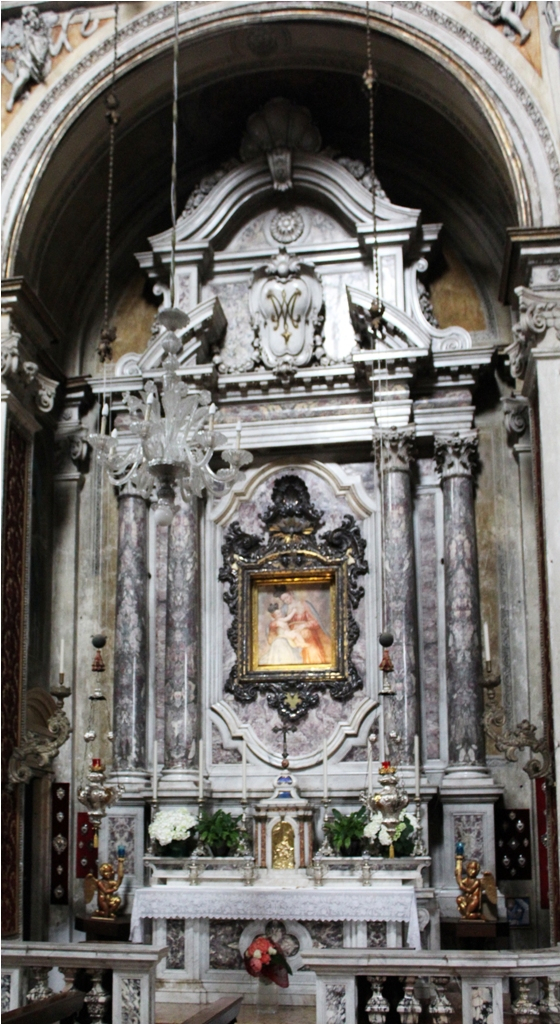
Madonna del camino

Il secondo altare a sinistra, verso il presbiterio, dentro una bella cornice in metallo sbalzato al centro dell'altare marmoreo, è posta la Madonna del Camino, affresco cinquecentesco staccato posto originariamente su un camino di una casa lungo gli spalti di Torrelunga, dietro il monastero di Santa Marta, luogo ancora oggi indicato come "Madonna del Camino". Le cronache dell'epoca narrano che nel pomeriggio del Lunedì dell'Angelo del 1690 il proprietario della casa, un certo Antonio de Venturis, vide improvvisamente la Madonna del dipinto muovere gli occhi e impallidire, come oppressa da un grande dolore.
L'affresco fu subito circondato dalla devozione dei bresciani e nel 1754 fu restaurato e trasferito con tutti gli onori nella cappella dove ancora oggi si trova. Nell'occasione furono anche apposte, sulle teste della Madonna e del Bambino, due corone in metallo sbalzato, tuttora presenti. L'affresco è attribuibile a Luca Mombello.

### Sagrestia
Altre opere si trovano in sagrestia e nei locali annessi, tra le quali una Madonna col Bambino e sant'Antonio da Padova, opera giovanile di Antonio Paglia.

### Organo a canne
Sopra la cantoria lignea riccamente decorata con dipinti a finto marmo e intagli situata lungo la parete di sinistra del presbiterio, vi è l'organo a canne, costruito intorno al 1840 da Giovanni Tonoli, e in parte restaurato nel 1987 da Sandro Galli. Lo strumento, a trasmissione meccanica, ha una tastiera di 58 tasti e una pedaliera a leggio di 19 pedali (il 19° corrisponde al rullo).